# 9e régiment de marche de cuirassiers
Pour les articles homonymes, voir 9e régiment.
Le 9e régiment de marche de cuirassiers est un régiment de cavalerie de l'Armée de terre française qui a participé à la guerre franco-allemande de 1870.

## Création et différentes dénominations
- 7 janvier 1871 : formation du 9e régiment de marche de cuirassiers
- 26 avril 1871 : fusion dans le 12e régiment de cuirassiers

## Chefs de corps
- janvier 1871 : lieutenant-colonel Grandin[1],[2],[3]

## Historique des combats et batailles
Le régiment est créé par décision ministérielle du 7 janvier 1871, à Niort ou Le Mans. Il amalgame à Fougères un demi-escadron du 8e escadron du régiment de carabiniers de la Garde impériale, un demi-escadron du 8e escadron du régiment de cuirassiers de la Garde impériale, le 9e escadron du 1er régiment de cuirassiers, le 9e escadron du 8e régiment de cuirassiers et le 8e escadron du 10e régiment de cuirassiers.
Le régiment est rattaché à la 2e brigade de la division de cavalerie du 19e corps d'armée (2e armée de la Loire).
Après l'arrêt des opérations, 9e régiment de cuirassiers de marche rejoint Saumur le 5 mars. C'est dans cette ville, le 26 avril 1871, qu'il fusionne avec le dépôt du 12e régiment de cuirassiers.